# NGC 7525
NGC 7525 est une galaxie spirale relativement éloignée, située dans la constellation de Pégase. Sa vitesse par rapport au fond diffus cosmologique est de 11 894 ± 65 km/s, ce qui correspond à une distance de Hubble de 175,4 ± 12,4 Mpc (∼572 millions d'al). NGC 7525 a été découverte par l'astronome allemand Albert Marth en 1864.
NGC 7525 présente une large raie HI. Selon la base de données Simbad, NGC 7525 est une radiogalaxie. NGC 7525 est une galaxie dont le noyau brille dans le domaine de l'ultraviolet. Elle figure dans le catalogue de Markarian sous la désignation MK 316. De plus, NGC 7525 est une galaxie active de type Seyfert 1.

## Identification des galaxies, une confusion notoire
La base de données NASA/IPAC identifie la galaxie au sud de la paire comme étant NGC 7525 NED02 et l'autre comme étant NGC 7525 NED01. NGC 7525 NED01 est en réalité la galaxie désignée par GASS 119192. Wolfgang Steinicke inverse ces notations, comme on peut le constater par les dimensions assignées aux deux galaxies. Un autre exemple qui montre que les désignations non standards devraient être évitées. Le tableau ci-dessous résument les propriétés de ces quatre désignations d'après NASA/IPAC. Manifestement, la désignation NGC 7525 provient de la moyenne des deux galaxies.
| Nom            | α (J2000.0)      | δ (J2000.0)     | Vitesse radiale (km/s) | Distance (Mpc) | Diamètre (kal) |
| -------------- | ---------------- | --------------- | ---------------------- | -------------- | -------------- |
| NGC 7525       | 23h 13m 40.3620s | 14° 01′ 22.663″ | 12262 ± 40             | 175,43 ± 12,35 | ?              |
| NGC 7525 NED01 | 23h 13m 40.2758s | 14° 01′ 27.800″ | 11957 ± 19             | 170,43 ± 12,35 | 5,46,          |
| NGC 7525 NED02 | 23h 13m 40.4984s | 14° 01′ 15.534″ | 12262 ± 60             | 175,43 ± 12,35 | 41.57,         |
| GASS 11192     | 23h 13m 40.2768s | 14° 01′ 27.796″ | 11955 ± 4              | 170,90 ± 11,97 | 5,46,          |

Malgré les minimes différences entre NGC 7525 NED01 et GASS 11192, on constate sans aucun doute que ces deux désignations sont celles de la galaxie au nord du couple de NGC 7525.

## Un triplet de galaxies?

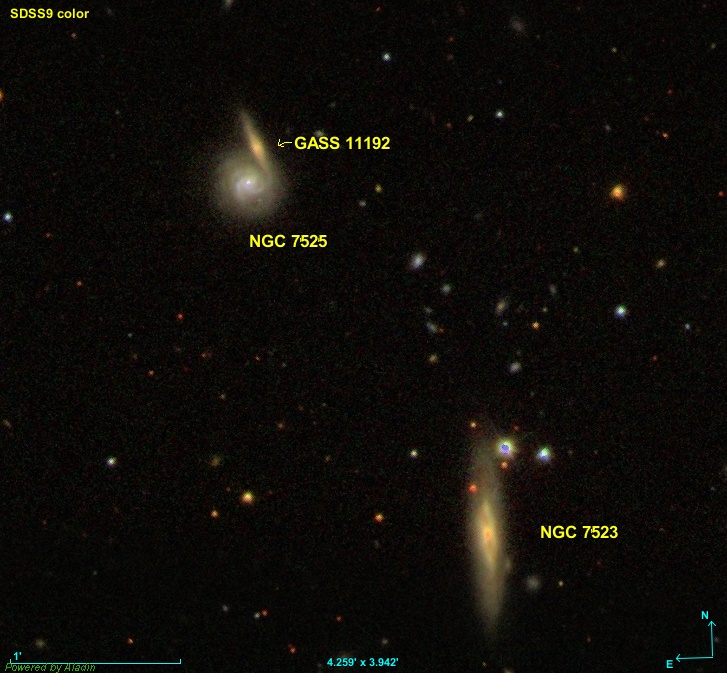
Un triplet de galaxies ?

Les galaxies NGC 7523, NGC 7525 et GASS 11192 sont situées dans la même région de la sphère céleste et, comme le montre le tableau ci-dessous, à l'intérieur des incertitudes à la même distance de la Voie lactée.
| Nom        | α (J2000.0)      | δ (J2000.0)     | Vitesse radiale (km/s) | Distance (Mpc) | Diamètre (kal) |
| ---------- | ---------------- | --------------- | ---------------------- | -------------- | -------------- |
| NGC 7523   | 23h 13m 34.6926s | 13° 59′ 12.496″ | 11935 ± 4              | 170,61 ± 11,95 | 78,66          |
| NGC 7525   | 23h 13m 40.3620s | 14° 01′ 22.663″ | 12262 ± 60             | 175,43 ± 12,35 | ?              |
| GASS 11192 | 23h 13m 40.2768s | 14° 01′ 27.796″ | 11955 ± 4              | 170,90 ± 11,97 | 5,46           |

Ces trois galaxies forment peut-être un triplet de galaxies, mais aucune souce consultée ne le mentionne sauf le professeur Seligman.